# Agnes Marshall
Agnes Bertha Marshall, född Smith 24 augusti 1855, död 29 juli 1905, var en engelsk kulinarisk entreprenör, uppfinnare och kändiskock. Hon var en ovanligt framstående affärskvinna för sin tid, särskilt känd för sina böcker om glass och andra frysta desserter, samt hennes design av en handvevad glassmaskin. I det viktorianska England gav hennes arbete henne namnet "Queen of Ices". Då glass fortfarande var en nymodighet, bidrog Marshall till dess popularisering, framför allt i England men även i andra länder.  Genom sitt arbete kan Marshall till stor del anses vara ansvarig för glassens popularitet idag, samt hur den kommit att utformas; hon anses ofta vara uppfinnaren av den moderna glasstruten.
Marshall studerade hos kända kockar i Wien och Paris i sin ungdom. År 1883  grundande hon Marshall's School of Cookery, som kom att bli en berömd kulinarisk skola. Där lärde hon ut avancerad matlagning från det engelska- och franska köket, både till hemmafruar och tjänstefolk. Hon skrev även fyra hyllade kokböcker, varav två handlade om glass och andra desserter. Från 1886 och framåt gav hon dessutom ut sin egen tidning, The Table. Marshall blev under sin tid mycket berömd i England och reste runt i landet för att föreläsa och demonstrera sina matlagningstekniker. Hon startade också en hembiträdesagentur så att de som tagit examen från hennes skola kunde finna anställning. Under sin livstid skapade hon ett affärsimperium och sålde receptböcker, ingredienser och hushålls- och köksprodukter. Marshall hade ett starkt intresse för teknik och uppfann flera hushållsapparater. Hon var dessutom först med att använda flytande kväve för att tillverka glass, en populär teknik inom molekylär gastronomi idag.
Trots sin berömmelse föll Marshall snabbt i glömska efter sin död.

## Marshalls patent - Glassmaskinen
Det som gjorde Marshalls glassmaskin unik var formen, den var både vid och grund vilket möjliggjorde en större kontaktyta mellan glassmeten i behållaren och den underliggande is- och saltblandning som utgjorde fryseffekten. Den unika designen innebar att is- och saltblandningen huvudsakligen befann sig under behållaren istället för på sidorna, vilket var fallet i föregående glassmaskiner, en designförändring som också bidrog till ökad kvalitet i Marshalls patenterade glassmaskin.
Utöver designen på glassmaskinen var det kombinationen av salt och is under behållaren som effektiviserade frysningen av glassen. Ju mer salt som tillsattes desto kallare blev isen. Temperaturen kunde bli ner mot -20 grader Celsius, ibland även lägre än så.
Designen och tillsatsen av salt till isen, bidrog till att Marshalls glassmaskin kunde tillverka glass snabbare än någonsin tidigare. Den tidigare versionen av glassmaskinen kunde tillverka glass på ca 20 minuter, medan det med Marshalls patenterade design tog endast tre minuter.